# Fereydoon Forooghi
Fereydoon Foroughi (Árabe: فریدون فروغی; 29 de enero de 1951 – 5 de octubre de 2001) fue un músico iraní que contribuyó en gran manera a la música y las artes de su país. Con una voz considerada única y un estilo propio, atrajo rápidamente al público. Fue el cuarto y último hijo de su familia. Nació en Teherán. Además de sus estudios en actuación, guitarra, piano y órgano, él también compuso música. Su estilo estaba inspirado en el jazz y el blues. Inició su carrera profesional en 1972 con la película "Adamak" de Khosrow Haritash. Touraj Shaabankhani hizo "Adamak" y la vocalización Foroughi.
Hoy en día los seguidores de su cuenta de Instragram se reúnen en su tumba en el pueblo de Gorgorak.

## Éxitos
Foroughi es conocido principalmente por la canción "Niyaaz" (necesidad en persa) y también por "Yar'e dabestani'e man" (Mi compañero de clase), realizada a mediados de los setenta, volviéndose popular entre los estudiantes universitarios que estaban en contra del Shah. Esta canción y algunas otras volvieron a ser utilizadas en contra del régimen islámico por los estudiantes revolucionarios. Algunos de sus otros éxitos son "Ghoozak'e pa", "Ghasedak", "Tangna", "Mahiyeh khasteyeh hombre", "Zendoon'e del", "Gham'e tanhaai", "Parvaneye man" y "Mashti mashalah".

## Álbumes de estudio
- Zendoone Del ℗ 2008 Taraneh Enterprises Inc
- Doe Taa Chesm Seyah Dari ℗ 2008 Taraneh Enterprises Inc